# Bekämpningsmedel

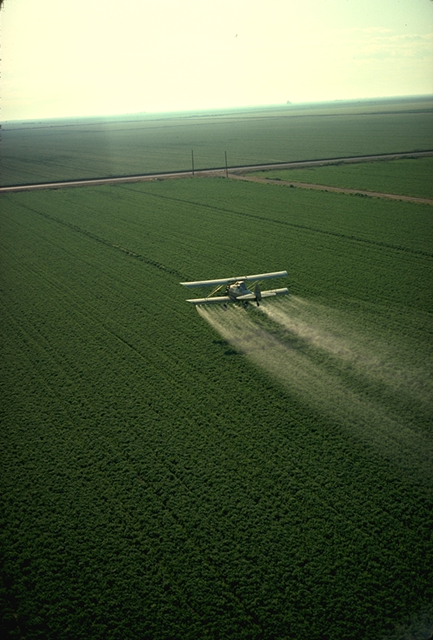
Flygbesprutning.

Ett bekämpningsmedel (pesticid) är en kemikalie som är avsedd för att döda, förhindra framväxt av, eller på annat sätt reglera tillväxt av skadliga organismer. Bekämpningsmedel indelas av Kemikalieinspektionen i växtskyddsmedel respektive biocidprodukter. Växtskyddsmedel används i huvudsak inom jordbruket medan biocidprodukter används i industriella sammanhang.  
Bekämpningsmedel sprids ofta med en lantbruksspruta.

## Indelning
Pesticider brukar delas in i följande kategorier:
- Fungicid (mot skadesvamp)
- Herbicid (mot ogräs)
- Insekticid (mot skadeinsekter)

## Bruk och regleringar i Sverige
I Sverige såldes 8 822 ton bekämpningsmedel mätt i aktiv substans år 2019 varav 78,6 % gick till industrin. Huvudparten var medel (till exempel kreosot) som används för att tryckimpregnera virke. Jordbruket svarade för 16,4 % av den totala förbrukningen. Biologiska bekämpningsmedel som består av nematoder, insekter eller spindeldjur ingår inte i statistiken. 
I Sverige är det förbjudet att sprida bekämpningsmedel utanför tomt- eller åkermark. Certifikat krävs för att införskaffa och nyttja bekämpningsmedel. Från 2026 är det krav om elektronisk dokumentation vid yrkesmässig användning av växtskyddsmedel (genomförandeförordning (EU) 2023/564). Bekämpningsmedel är beskattade med en bekämpningsmedelsskatt.